# Dashing in December
Dashing in December je americký hraný film z roku 2020, který režíroval Jake Helgren podle vlastního scénáře. Snímek měl premiéru 13. prosince 2020.

## Děj
Wyatt Burwall pracuje v New Yorku jako finanční poradce. Po několika letech se vrací na Vánoce do Colorada, kde jeho ovdovělá matka Deb spravuje rodinný ranč. Zde jí vypomáhají Heath Ramos, který na ranči bydlí, a Blake Berry, jejíž manžel je na zahraniční misi s Lékaři bez hranic. Waytt přijíždí hlavně proto, aby dohodl prodej ranče, který je dlouhodobě ztrátový. Z tohoto důvodu se od počátku neshodne s Heathem. Nicméně během času se oba muži sblíží. Deb je smířená, že bude třeba ranč prodat.

## Obsazení
| Peter Porte        | Wyatt Burwall |
| Juan Pablo Di Pace | Heath Ramos   |
| Andie MacDowell    | Deb Burwall   |
| Caroline Harris    | Blake Berry   |
| Carlos Sanz        | Carlos Casas  |
| Katherine Bailess  | Willa         |